# Tælavågisen
Das Tælavågisen (norwegisch) ist ein 16 km langes und 7 km breites Gletschergebiet in der Heimefrontfjella des ostantarktischen Königin-Maud-Lands.  Es liegt im südlichen Teil der Kottasberge.
Wissenschaftler des Norwegischen Polarinstituts benannten es 1985. Namensgeber ist der Fischerort Tælavåg bei Bergen, ein konspiratives Zentrum des Widerstands gegen die deutsche Besatzung Norwegens im Zweiten Weltkrieg.